# Yau Nai-hoi
Yau Nai-hoi (游乃海, Hong Kong, 14 d’abril de 1968) és un cineasta de Hong Kong. És més conegut com a guionista freqüent de pel·lícules produïdes per la productora de cinema independent de Hong Kong Milkyway Image, en particular pel·lícules dirigides per Johnnie To i Wai Ka-Fai. Yau col·labora sovint amb els altres guionistes de Milkyway Image Wai Ka-Fai, Szeto Kam-Yuen, Au Kin-Yee i Yip Tin-Shing. El seu debut com a director va arribar amb la pel·lícula de 2007 Eye in the Sky.

## Filmografia
- Blind Detective (2013) (guionista)
- Drug War (2012) (guionista)
- Romancing in Thin Air (2012) (guionista)
- Life Without Principle (2011) (guionista)
- Don't Go Breaking My Heart (2011) (guionista)
- Tactical Unit – Comrades in Arms (2009) (guionista)
- Triangle (2007) (guionista)
- Eye in the Sky (2007) (director) (guionista)
- Election 2 (a.k.a. Triad Election) (2006) (guionista)
- Election (2005) (guionista)
- Throw Down (2004) (guionista)
- Running on Karma (2003) (guionista)
- Turn Left, Turn Right (2003) (guionista)
- PTU (2003) (guionista)
- Love for All Seasons (2003) (guionista)
- My Left Eye Sees Ghosts (2002) (guionista)
- Fat Choi Spirit (2002) (guionista)
- Running Out of Time 2 (2001) (guionista)
- Love on a Diet (2001) (guionista)
- Wu yen (2001) (guionista)
- Needing You... (2000) (guionista)
- Help!!! (2000) (guionista)
- The Mission (1999) (guionista)
- Running Out of Time (1999) (guionista)
- Where a Good Man Goes (1999) (guionista)
- A Hero Never Dies (1998) (guionista)
- Expect the Unexpected (1998) (guionista)
- The Longest Nite (1998) (guionista)
- Lifeline (1997) (guionista)
- A Moment of Romance III (1996) (guionista)
- Loving You (1995) (guionista)
- The Bare-Footed Kid (1993) (guionista)

## Premis
| Any  | Pel·lícula                   | Premis i nominacions                                                        | Ocasió                                                  |
| ---- | ---------------------------- | --------------------------------------------------------------------------- | ------------------------------------------------------- |
| 1999 | The Longest Nite (1998)      | Nominat: Millor guió Compartit amb Szeto Kam-Yuen                           | Premis de Cinema de Hong Kong                           |
| 1999 | Expect the Unexpected        | Guanyador: Millor guió Compartit amb Szeto Kam-Yuen and Chow Hin-Yan        | Premis de la Societat de Crítics de Cinema de Hong Kong |
| 1999 | Expect the Unexpected        | Nominat: Millor guió Compartit amb Szeto Kam-Yuen and Chow Hin-Yan          | Premis de Cinema de Hong Kong                           |
| 2000 | Running Out of Time (1999)   | Guanyador: Millor guió Compartit amb Laurent Courtiaud i Julien Carbon      | Golden Bauhinia Awards                                  |
| 2000 | Running Out of Time (1999)   | Nominat: Millor guió Compartit amb Laurent Courtiaud i Julien Carbon        | Premis de Cinema de Hong Kong                           |
| 2000 | Needing You... (2000)        | Nominat: Millor guió Compartit amb Wai Ka-Fai                               | Premis de Cinema de Hong Kong                           |
| 2003 | PTU (2003)                   | Guanyador: Millor guió Compartit amb Au Kin-Yee                             | Premis de Cinema Cavall d'Or                            |
| 2003 | Turn Left, Turn Right (2003) | Nominat: Millor guió Compartit amb Wai Ka-Fai, Au Kin-Yee i Yip Tin-Shing   | Premis de Cinema Cavall d'Or                            |
| 2004 | PTU (2003)                   | Guanyador: Millor guió Compartit amb Au Kin-Yee                             | Golden Bauhinia Awards                                  |
| 2004 | Throw Down (2004)            | Guanyador: Millor guió Compartit amb Au Kin-Yee i Yip Tin-Shing             | Premis de Cinema Cavall d'Or                            |
| 2004 | Running on Karma (2003)      | Guanyador: Millor guió Compartit amb Wai Ka-Fai, Au Kin-Yee i Yip Tin-Shing | Premis de Cinema de Hong Kong                           |
| 2004 | Running on Karma (2003)      | Guanyador: Millor guió Compartit amb Wai Ka-Fai, Au Kin-Yee i Yip Tin-Shing | Premis de la Societat de Crítics de Cinema de Hong Kong |
| 2005 | Election (2005)              | Guanyador: Millor guió Compartit amb Yip Tin-Shing                          | Premis de Cinema Cavall d'Or                            |
| 2006 | Election (2005)              | Guanyador: Millor guió Compartit amb Yip Tin-Shing                          | Premis de Cinema de Hong Kong                           |
| 2007 | Election 2 (2006)            | Nominat: Millor guió Compartit amb Yip Tin-Shing                            | Premis de Cinema de Hong Kong                           |
| 2008 | Eye in the Sky (2007)        | Nominat: Millor guió Compartit amb Au Kin-Yee                               | Premis de Cinema de Hong Kong                           |
| 2008 | Eye in the Sky (2007)        | Guanyador: Best New Director                                                | Premis de Cinema de Hong Kong                           |
| 2008 | Eye in the Sky (2007)        | Nominat: Best Director                                                      | Premis de Cinema de Hong Kong                           |
| 2008 | Eye in the Sky (2007)        | Nominat: Millor guió Compartit amb Au Kin-Yee                               | Asian Film Awards                                       |